# Presentkort

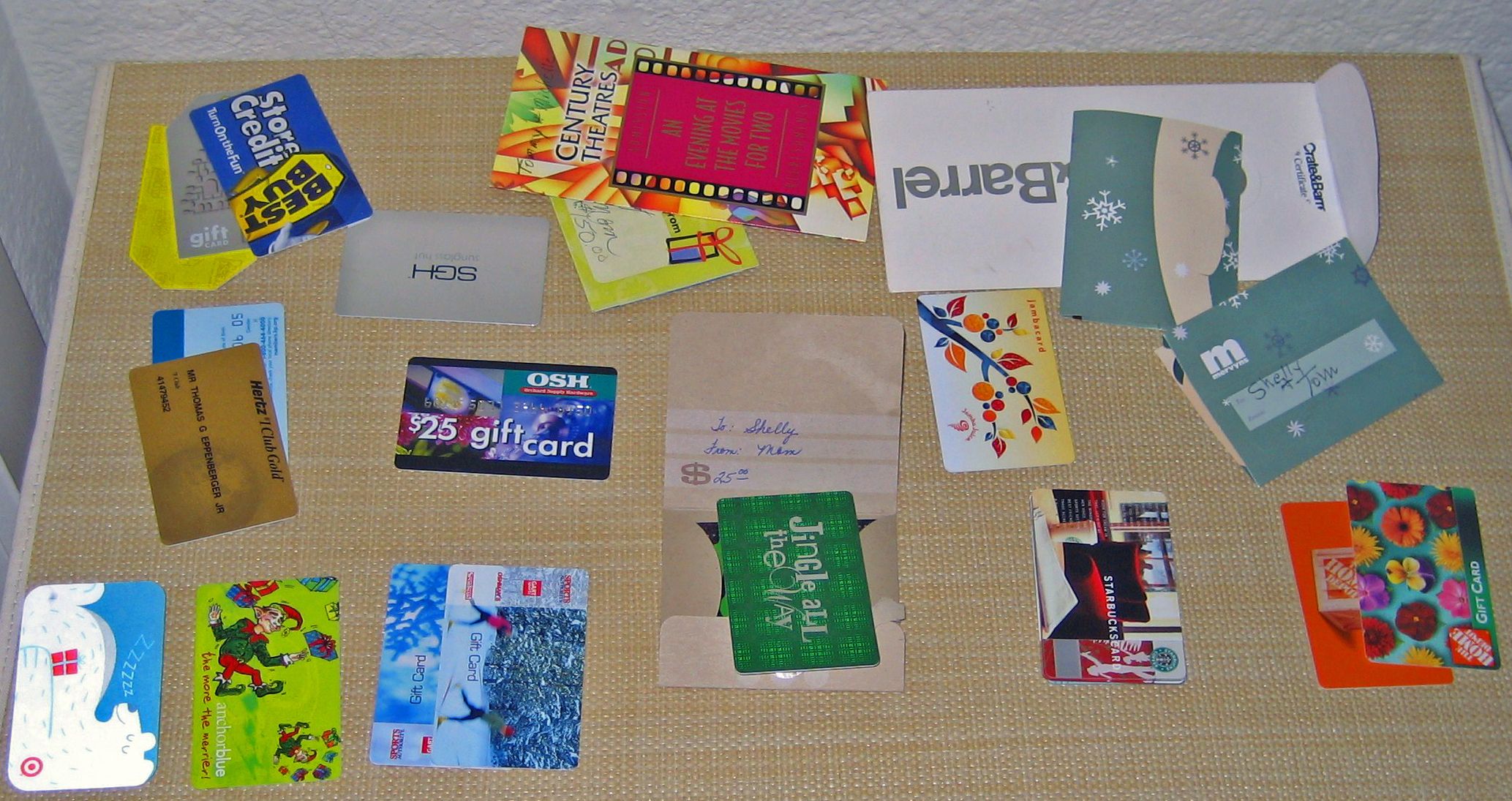
Olika presentkort

Presentkort är en typ av värdebevis som många butiker säljer. Presentkort har ett förbestämt värde (ofta jämnt belopp) och kan användas som betalningsmedel i angiven butik eller butikskedja inom en förbestämd tid. Vanligtvis kan det inte växlas in mot pengar, och om inte hela beloppet utnyttjas ger butiken sällan växel i kontanter. Däremot går det att köpa något som är dyrare än presentkortets värde och betala mellanskillnaden.
Det finns även elektroniska presentkort, vilka får värde först när korten laddas med pengar.
Presentkort brukar vara en vanlig present eftersom mottagaren då själv kan välja gåva. En risk med att ge presentkort till någon är att mottagaren av olika anledningar aldrig utnyttjar det.

## Sverige
Presentkort har ofta en angiven giltighetstid, i annat fall är det giltigt i tio år i Sverige. I vissa fall kan butiken förlänga giltighetstiden, eventuellt mot en extraavgift. Om butiken upphör, går i konkurs eller byter ägare under giltighetstiden kan presentkortet bli ogiltigt. Det kan även bli ogiltigt när kunden är sent ute med att tidsboka något och det inte finns några lediga tider innan giltighetstiden går ut. Konsumentverket rekommenderar att man inte väntar med att använda sina presentkort och tillgodokvitton.
Av 1 000 tillfrågade svarade 34 procent att de planerade att ge bort ett presentkort i julklapp och 87 procent att de hade blivit nöjda med att få ett presentkort i julklapp enligt en undersökning gjord 2009 av Synovate på kortföretaget Mastercards uppdrag.

## Nordamerika
I USA var det år 2006 den näst vanligaste presenten, och den mest önskade av kvinnor och den tredje mest önskade av män.  I Kanada lades 1,8 miljarder dollar på presentkort medan i USA lades 80 miljarder dollar på presentkort 2006.